# عيون (المتن)
عيون هي إحدى القرى اللبنانية من قرى قضاء المتن في محافظة جبل لبنان.